# Kandi K12
Kandi K12 – elektryczny mikrosamochód produkowany pod chińską marką Kandi w latach 2016–2018.

## Historia i opis modelu
Mikrosamochód Kandi K12 trafił do sprzedaży w 2016 roku jako najmniejszy model w ofercie, utrzymany w awangarowym wzornictwie wyróżniającym się licznymi, wielokształtnymi łukami i jednobryłowym nadwoziem.

### Sprzedaż
Kandi K12 trafił do sprzedaży wyłącznie na rynku chińskim w maju 2017 roku, pozostając w niej przez kolejne 2 lata i znikając bez następcy w pierwszej połowie 2018 roku.

### Dane techniczne
Układ elektryczny Kandi K12 ma identyczne parametry w porównaniu do większego modelu K10. Tworzony jest on przez baterię o pojemności 20 kWh, która zapewnia razem z silnikiem elektrycznym moc 47 KM i zasięg na pojedynczym ładowaniu wynoszący 153 kilometry.